# Presidente Alves
Presidente Alves é um município brasileiro do estado de São Paulo. O município é formado pela sede e pelo distrito de Guaricanga.

## História

### Formação territorial-administrativa
Histórico da formação do município:
- Distrito de "Presidente Alves" criado no território do município de Bauru pela Lei nº 1.428, de 3 de dezembro de 1914.
- Distrito transferido para o município de Avaí pela Lei nº 1.672, de 2 de dezembro de 1919.
- Município criado pela Lei nº 2.216, de 2 de dezembro de 1927.

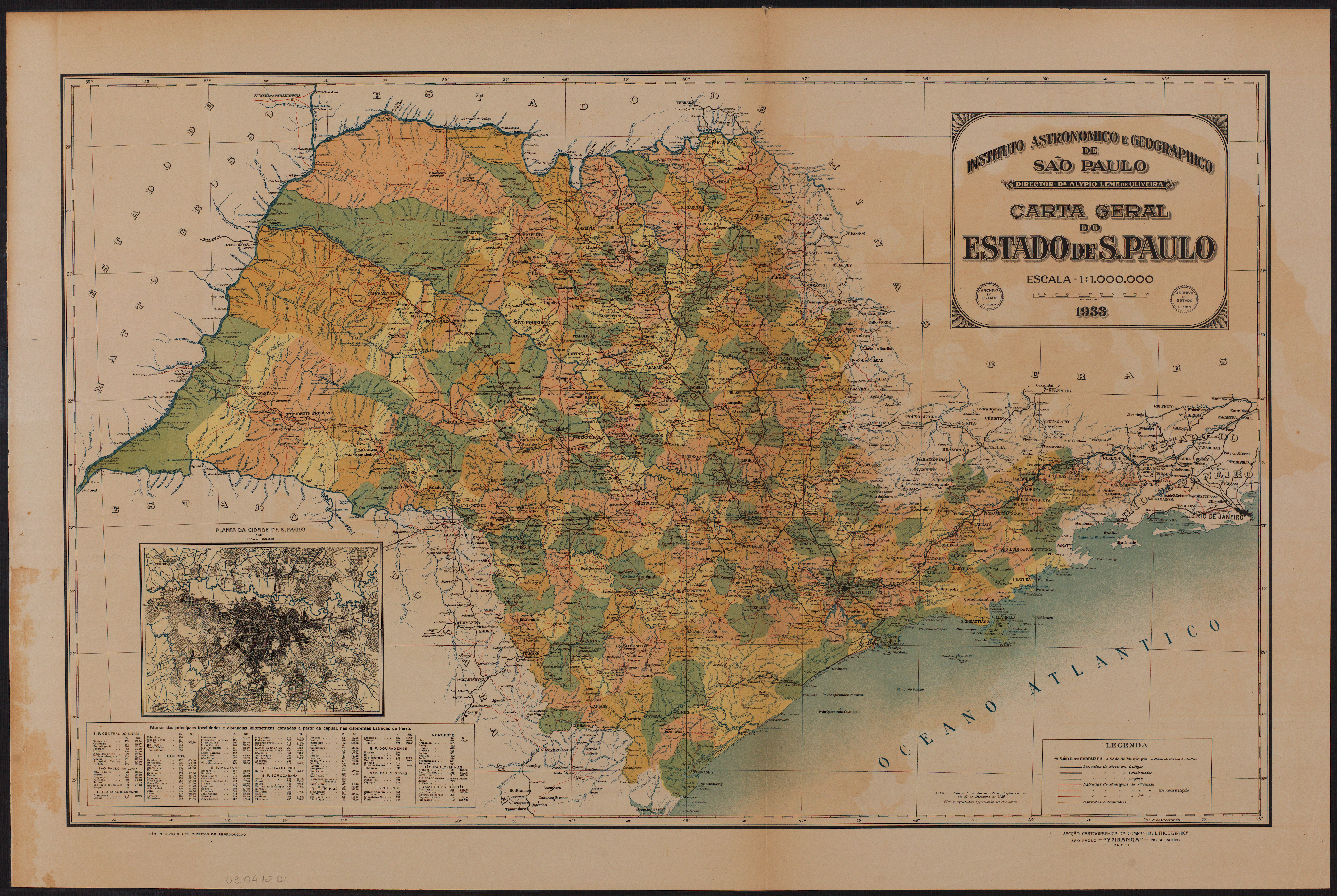
Estado de São Paulo (1933).

## Geografia
Presidente Alves está situada no interior do Estado de São Paulo, faz limite com os municípios: Avaí, Gália, Garça e Pirajuí. Localiza-se a 56 km de Bauru e a 60 km de Lins, tendo como acesso principal a Rodovia Marechal Rondon (SP 300). Possui altitude de 576 metros, o que lhe confere o título de ponto mais alto da Noroeste Paulista. Sua longitude é 49º Sul e latitude, 22º Oeste. E possui uma área de 288,570 km².

### Hidrografia
- Rio Aguapeí

### Rodovias
- SP-300

### Ferrovias
- Linha Tronco da antiga Estrada de Ferro Noroeste do Brasil [10]

## Demografia

### População
| Crescimento populacional                             | Crescimento populacional | Crescimento populacional | Crescimento populacional |
| Ano                                                  | População Total          |                          | %±                       |
| ---------------------------------------------------- | ------------------------ | ------------------------ | ------------------------ |
| 1934                                                 | 13 249                   |                          | —                        |
| 1937                                                 | 14 164                   |                          | 6,9%                     |
| 1940                                                 | 11 537                   |                          | −18,5%                   |
| 1946                                                 | 15 758                   |                          | 36,6%                    |
| 1950                                                 | 10 127                   |                          | −35,7%                   |
| 1958                                                 | 9 844                    |                          | −2,8%                    |
| 1960                                                 | 9 927                    |                          | 0,8%                     |
| 1970                                                 | 5 117                    |                          | −48,5%                   |
| 1980                                                 | 4 866                    |                          | −4,9%                    |
| 1991                                                 | 4 504                    |                          | −7,4%                    |
| 2000                                                 | 4 317                    |                          | −4,2%                    |
| 2010                                                 | 4 123                    |                          | −4,5%                    |
| 2022                                                 | 3 804                    |                          | −7,7%                    |
| Est. 2024                                            | 3 841                    | [ 11 ]                   | 1,0%                     |
| Fontes: Censos Demográficos IBGE e Estimativas SEADE |                          |                          |                          |

### Dados demográficos
Dados do Censo - 2000
População total: 4.167 (2016)
Densidade demográfica (hab./km²): 14,96
Mortalidade infantil até 1 ano (por mil): 16,67
Expectativa de vida (anos): 85,79
Taxa de fecundidade (filhos por mulher): 2,25
Taxa de alfabetização: 88,30%
Índice de Desenvolvimento Humano (IDH-M): 0,763
- IDH-M Renda: 0,681
- IDH-M Longevidade: 0,763
- IDH-M Educação: 0,846

(Fonte: IPEADATA)

## Infraestrutura

### Comunicações
O sistema de telefones automáticos foi inaugurado na cidade em 1982 pela Telecomunicações de São Paulo (TELESP), que também implantou o sistema de discagem direta à distância (DDD) em 1988 com o código de área (0142). Anteriormente a cidade era atendida pela Companhia Telefônica Brasileira (CTB).
Na década de 90 o código DDD da cidade foi alterado para (014), para padronização do sistema telefônico com a telefonia celular que estava sendo implantada em todo o estado.

## Religião
O Cristianismo se faz presente na cidade da seguinte forma:

### Igreja Católica
- A igreja faz parte da Diocese de Lins.[20]

### Igrejas Evangélicas
Entre as igrejas protestantes históricas, pentecostais e neopentecostais, encontram-se na cidade:
- Assembleia de Deus Ministério do Belém.[22][23]
- Congregação Cristã no Brasil.[24]